# بیمارستان فاطمه زهرا بوشهر
بیمارستان فاطمه زهرا واقع در استان بوشهر، شهرستان بوشهر بیمارستانی است دانشگاهی و درمانی وابسته به دانشگاه علوم پزشکی بوشهر با ۳۵۰ تخت ثابت که در سال ۱۳۴۵ خورشیدی تأسیس گردید. این بیمارستان در سال ۱۳۹۱با تأسیس بیمارستان شهدای خلیج فارس تعطیل شده‌است.
هم‌اکنون این بیمارستان دارای بخش‌های جراحی مغز واعصاب، قلب،  post icu، post ccu، ارتوپدی، ارولوژی، اطفال، جراحی زنان و زایمان، جراحی عمومی، چشم، داخلی، داخلی اعصاب (نورولوژی)، روانپزشکی، CCU، ENT، ICU جراحی، ICU داخلی، NICU، بخش نوزادان، POST CCU، قلب و عروق، اورژانس اطفال، آنژیوگرافی، اتاق عمل عمومی، زایمان، اورژانس بزرگسالان، تالاسمی، لیبر، دیالیز، اورژانس مامایی، اورژانس کودکان، post angio، اتاق عمل زنان و دیگر واحدهای پاراکلینیکی و درمانگاهی است.